# Gaspard de Prony
Pour les articles homonymes, voir Prony.
Gaspard Clair François Marie Riche, baron de Prony, né à Chamelet (Rhône) le 22 juillet 1755 et mort à Asnières-sur-Seine le 29 juillet 1839, est un ingénieur, hydraulicien et encyclopédiste français. Il tient son nom de la seigneurie de Prony, à Oingt (Rhône).

## L'assistant de Perronet
Fils d'un magistrat élu au parlement des Dombes, Prony, après des études de lettres classiques, étudie les mathématiques pendant dix-huit mois et réussit le concours des ponts et chaussées le 5 avril 1776. Il exerce d'abord diverses missions en province, notamment la campagne des Sables-d'Olonne en 1779 qui lui vaut le brevet de sous-ingénieur. Bourges, Argentan, Dourdan, Lagny, le voient en cette qualité présider à la confection de plusieurs travaux. En 1783, il est rappelé à Paris par le ministre Calonne à la demande de Jean-Rodolphe Perronet, directeur de l'École des ponts et chaussées, qui, déjà vieux, sent le besoin d'avoir auprès de lui un aide à qui s'en remettre du soin des détails. Prony consolide sa faveur auprès de Perronet en se posant en défenseur du pont de Neuilly. Cette construction de Perronet vient d'être l'objet de critiques sévères dans un mémoire présenté à l'Académie des sciences, où il n'a pas été sans produire quelque sensation. Prony prend avec succès la défense du projet, confortant plusieurs membres de l'Académie qui avaient participé au plan du pont ou l'avaient sanctionné de leur approbation. Gaspard Monge, en particulier, lui témoigne sa satisfaction en l'initiant lui-même à la théorie des courbes enveloppes et des équations aux dérivées partielles.
C'est Prony qui a la part principale à la restauration du port de Dunkerque en 1785, bien que Perronet préside officiellement à cet ouvrage. Se trouvant alors au bord de la Manche, il fait un voyage en Angleterre, d'où il rapporte plusieurs observations sur les méthodes géodésiques et topographiques destinées au raccordement des observatoires de Greenwich et Paris), publiées en deux volumes :
- Description des moyens employés pour mesurer la base du Honslow-Heath dans la province de Middlesex, traduit de l'anglais du général Roy, Paris, 1787, in-4° ;
- Description des opérations faites en Angleterre pour déterminer les positions respectives des observatoires de Greenwich et de Paris, Paris, 1795, in-4°.

Il est de même pour beaucoup dans les travaux du pont sur l'Oise dans la commune de Pont-Sainte-Maxence. Il est aussi du nombre de ceux auxquels sont confiées les études pour le pont Louis XVI à Paris. Ces études terminées, il est admis avec voix délibérative à la discussion qui a lieu aux ponts et chaussées, puis employé à la construction avec le brevet d'inspecteur, le 23 mars 1787. Il travaille encore quatre ans aux côtés de Perronet, cumulant les avantages de sa position à l'École et les appointements d'inspecteur.

## Sous la Révolution

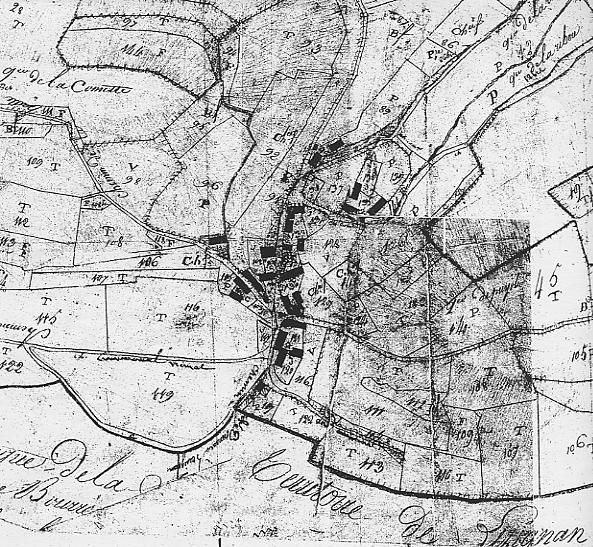
Prony organisa les futurs travaux du Cadastre avec une minutie jugée excessive par certains députés.

### Le cadastre
Le 21 août 1791, nommé ingénieur en chef du département des Pyrénées-Orientales, et par là-même menacé de perdre le bénéfice de son cumul d'activités, il met tout en œuvre pour éviter de quitter Paris. Comme l'Assemblée constituante vient de voter le cadastre général de la France, il réussit à obtenir sa nomination de directeur du cadastre, effective le 6 octobre 1791. Il en pose largement les bases — trop largement même aux dires de quelques-uns — et surtout trop lentement aux yeux de ceux qui voient dans le cadastre le moyen d'asseoir l'impôt foncier.
Quant à son activité d'enseignant, si Prony reste quelque temps encore à l'École des ponts et chaussées, c'est sans titre officiel et sans rétribution.

### Les grandes tables logarithmiques
Parallèlement aux travaux du cadastre, il faisait marcher de front depuis 1793 la confection des grandes tables de logarithmes à 14, 19, 25 et 29 décimales, restées manuscrites à l'Observatoire de Paris et à l'Institut de France, et qui depuis devaient servir aux calculs astronomiques. Ce sont, d'une part, les logarithmes de 1 à 200 000, les 10 000 premiers nombres calculés à 19 décimales et les suivants à 14 avec 6 colonnes de différences, de l'autre, 200 000 et quelque mille de logarithmes de lignes trigonométriques, plus exactement 10 000 sinus en nombres naturels calculés à 29 et 25 décimales avec 7 ou 8 colonnes de différences ; 200 000 de logarithmes, tant sinus que tangentes, calculés à 14 décimales avec 6 colonnes de différences, et enfin 10 000 logarithmes relatifs aux rapports des sinus et tangentes aux arcs, pour faciliter l'interpolation dans les calculs relatifs aux petits angles, à 14 décimales comme les précédents et avec 6 colonnes de différences.

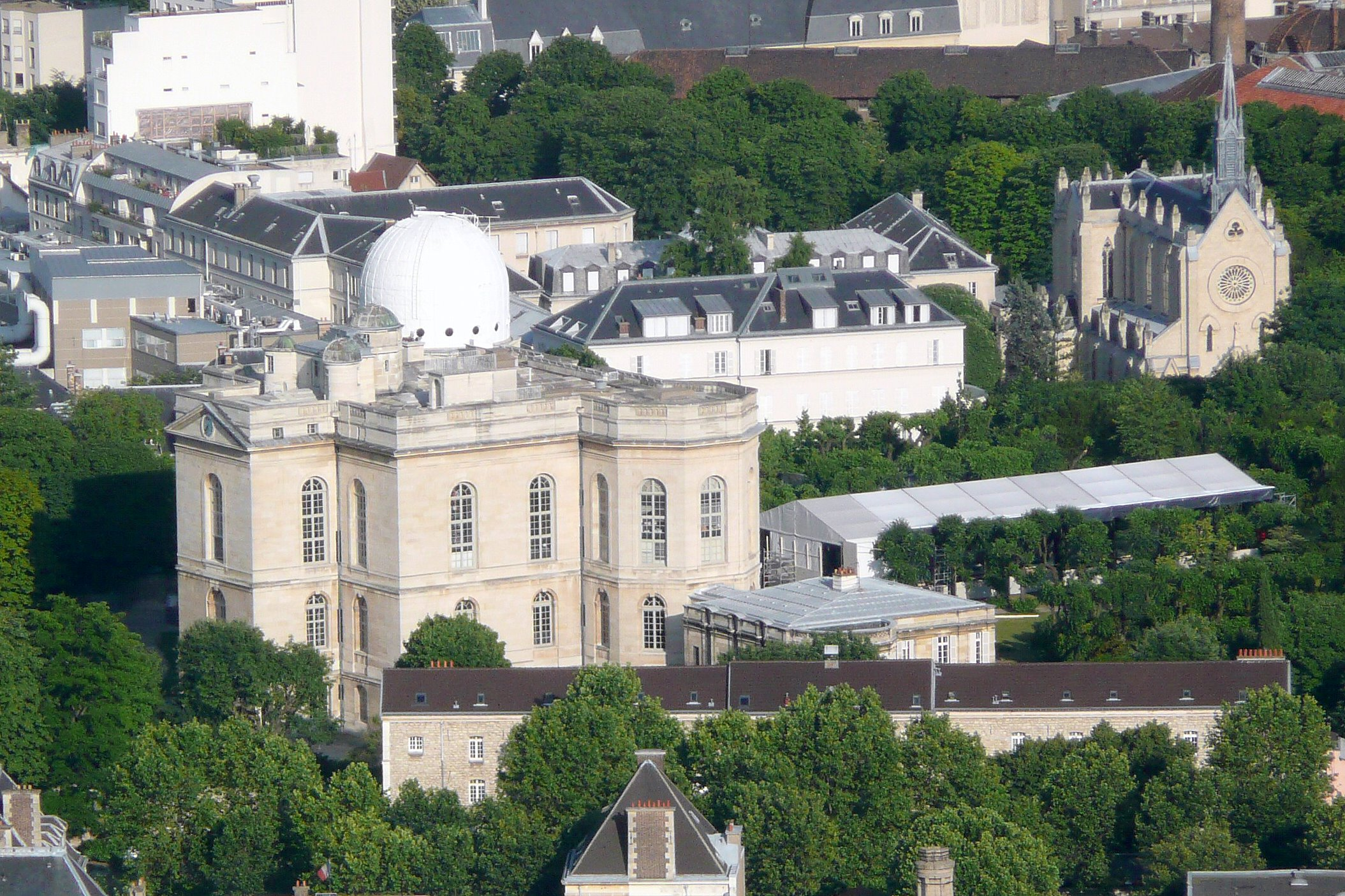
En poste à l'Observatoire de Paris (ci-dessus), Prony entreprit d'y faire établir des tables de logarithmes d'une précision inégalée par division du travail entre plusieurs calculateurs encadrés par des vérificateurs.

Cet énorme travail fut mené à bien en deux ans. Prony semble s'être inspiré d'un passage de Recherches sur la nature et les causes de la richesse des nations d'Adam Smith. Ce passage, relatif à la fabrication d'épingles à Flers (Normandie), est présent au tout début de l'ouvrage : à peine une vingtaine de lignes dans un ouvrage d'un millier de pages. Il est donc probable que Prony ait eu d'autres sources d'inspiration.
Du point de vue mathématique, la valeur d'une fonction était calculée par addition de proche en proche à partir des différences finies du premier au cinquième ordre, selon le principe que Gabriel Mouton (1618-1694) avait utilisé pour ses propres tables, moins précises.
Le principe mis en œuvre pour le calcul repose sur la division du travail. Une petite équipe met en place les méthodes de calculs. Une équipe intermédiaire explique aux exécutants comment faire et les exécutants réalisent. Un coordinateur veille au calcul exécuté par les « calculateurs ». Dans cette « usine à calculer », il y a deux équipes : les calculs sont donc faits deux fois, puis comparés par les « vérificateurs ». Si les résultats sont différents, c'est qu'il y a une erreur et les calculs sont refaits. Cette division du travail est exceptionnelle, car elle concerne un travail intellectuel, alors que ce mode de production est essentiellement utilisé pour des productions « matérielles ». Ceci a permis à Prony de créer cette usine et d'aboutir à des résultats d'un très haut niveau avec des exécutants à compétence réduite. Il s'avère en effet qu'à cette époque post-révolutionnaire, le port de la perruque était passé de mode, il y avait donc à Paris un grand nombre de perruquiers sans travail, qui ont été embauchés dans cette « usine ». Ces tables ont excédé en précision toutes celles qui existaient alors, imprimées ou manuscrites, sans en excepter même celles de l'Observatoire de Vienne.
Toutefois, le gouvernement révolutionnaire, puis le Directoire, qui avaient passé un marché avec la maison Firmin Didot pour l'impression de ces tables, ne purent financer ce travail. Prony se borna à publier une Notice sur les grandes tables logarithmiques et trigonométriques adaptées au nouveau système métrique et décimal (Paris, 1824, in-4o).

### Création de l'École polytechnique
Prony voit approcher la fin de sa table quand, en 1794, Perronet meurt. Supplanté par Jacques-Élie Lamblardie à la direction de l'École des ponts et chaussées, il s'implique aux côtés de Monge dans la création de l'École polytechnique. Quoique Joseph-Louis Lagrange et Prony soient dès l'origine chargés en commun de l'enseignement de la mécanique dans ce nouvel établissement, c'est Prony qui occupe le plus souvent la chaire. Les cours que fait Prony deviendront pour lui l'occasion d'une série d'ouvrages auxquels la formation professionnelle au XIXe siècle (Écoles centrales, Arts et Métiers) empruntera beaucoup. Vers le même temps, l'Académie des sciences est reconstituée comme partie de l'Institut. Prony en est nommé membre dès l'origine, et successivement il en devient secrétaire, puis président. Il est aussi avec Cuvier et Vicq d'Azyr un des premiers fondateurs de la Société philomathique de Paris.

## Sous le Consulat et l'Empire

### Travaux scientifiques et techniques

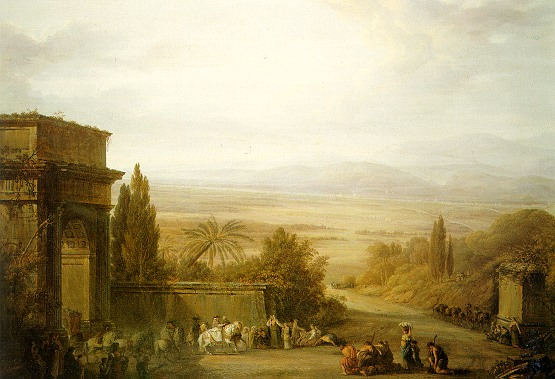
L'assainissement des marais pontins (ici en 1786 d'après un tableau de Ducros), foyer de paludisme notoire, était déjà un défi ancien pour les ingénieurs lorsque Prony décida de s'y consacrer.

Son nom était entouré d'un grand éclat scientifique quand, en 1797, Bonaparte revint de la campagne d'Italie et se plut à paraître à l'Institut, et surtout à la classe des sciences. Il rechercha Prony et Madame de Prony, que sa naissance et l'éducation avaient toujours tenue en relation avec la noblesse, fut reçue avec amitié par Joséphine de Beauharnais. À la mort d'Antoine Chézy, Prony fut nommé directeur de l'École des ponts et chaussées. C'est en cette qualité que, en août 1808, il alla en compagnie de Sganzin visiter le département de la Vendée, à l'effet d'étudier les mesures à prendre pour assécher les marais poitevins, pour canaliser la Sèvre, et pour améliorer les ports. En 1798, il succède à Lamblardie à la direction de l'École des ponts et chaussées et il le reste jusqu'à sa mort soit pendant 41 ans.
Avant et après cette excursion en Vendée, Napoléon l'avait chargé de semblables missions à l'étranger, notamment en Italie, où Prony dut faire trois voyages : le premier en 1805, pour inspecter le cours du Pô et pour exécuter plusieurs travaux au port de Gênes et au golfe de La Spezia, le second en 1806, pour l'amélioration des ports d'Ancône, de Venise et de Pola, le troisième en 1810 et 1811, pour l'assainissement de la région occupée par les marais pontins.

### Arrestation à Venise
La première de ces expéditions est marquée par l'arrestation de Prony sur le territoire autrichien. Accompagné d'un officier du génie, il traverse le Pô, voyage à travers les anciennes provinces vénitiennes et à Venise même où, soupçonné d'activités de renseignement, il est arrêté avec son comparse par la police autrichienne. Après un minutieux interrogatoire, les deux Français sont mis aux arrêts (10 juillet 1805). La tentative d'intercession du commissaire général français des relations commerciales auprès de Bissingen, chef de la police de Vénétie, se solde par un échec. Entretemps, Bonaparte, furieux, fait arrêter un conseiller aulique de Vienne qui se trouvait à Paris, et il ne le relâche qu'à l'annonce de la relaxe de Prony. Finalement, c'est l'intervention du commissaire français auprès du général de Bellegarde qui permet la libération de Prony.

### Le projet des Marais Pontins
Prony, pendant son dernier voyage en Italie, poursuit ses études sur l'assèchement des marais pontins et recueille une masse considérable de documents, tant sur l'historique des tentatives faites pour assécher les marais que sur la topographie et l'hydrographie. Son projet lui vaut une médaille d'or du pape Léon XII en 1812, mais les difficultés financières du gouvernement impérial ne permettent plus d'envisager l'exécution de ces plans. Pour conserver la trace des études menées, Prony, à la chute de Napoléon, consigne dans un écrit spécial (Description hydrographique et historique des marais Pontins) le résultat de ses observations et de ses recherches.

## Sous la Restauration

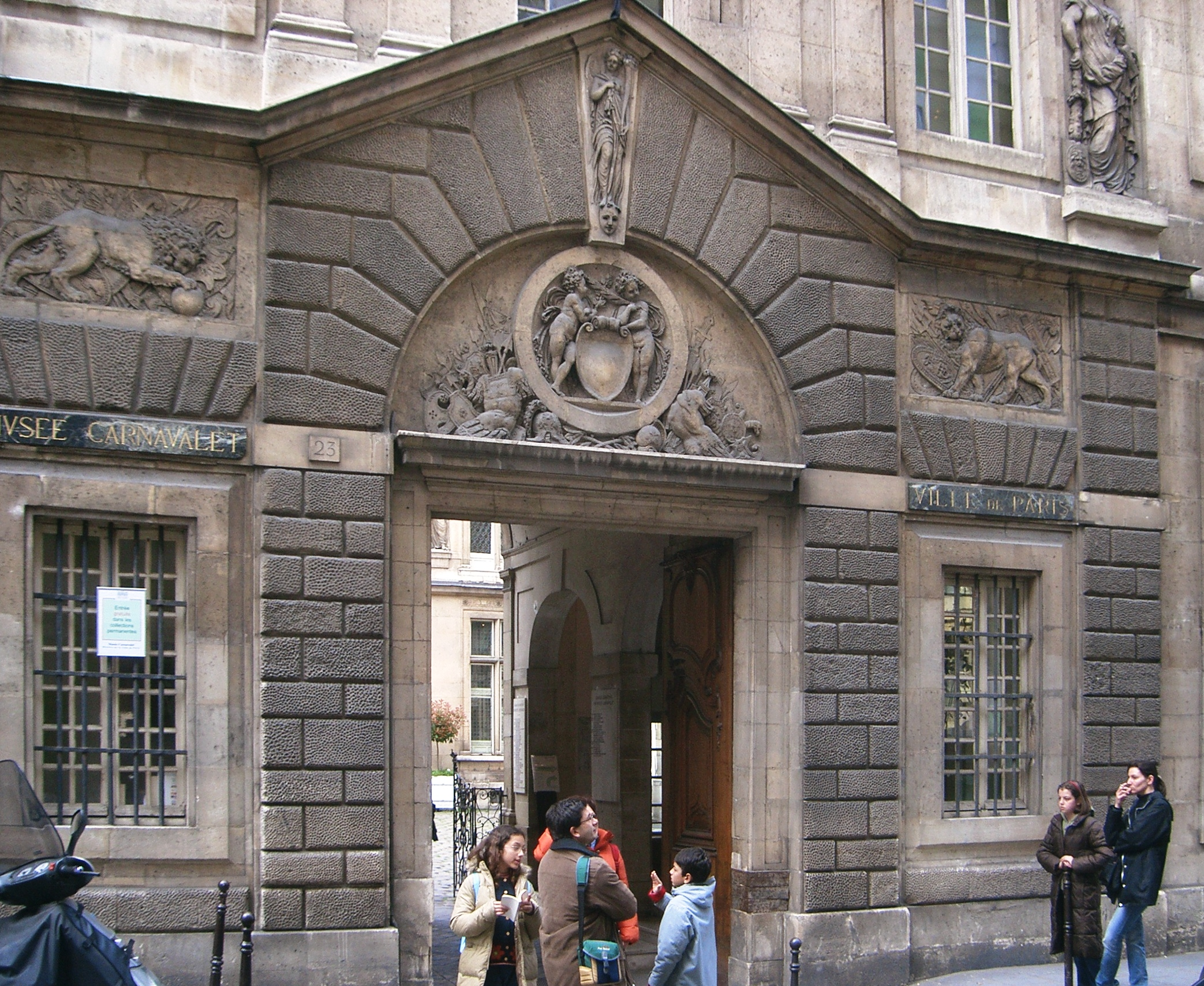
Ultime demeure de Prony, l'Hôtel Carnavalet abritait l'École des ponts et chaussées sous la Restauration.

Les événements de 1814, en tant qu'ils ôtent le pouvoir à Napoléon et ramènent les Bourbons, n'affligent pas profondément Prony, et bien moins encore sa femme. La Restauration d'ailleurs le fait officier de la Légion d'honneur le 5 août 1814 et chevalier de l'ordre de Saint-Michel en 1816. S'il garde la direction de l'École des ponts et chaussées, il doit en revanche céder sa place de professeur à l'École polytechnique, ne conservant que le rôle d'examinateur permanent (sanctionnant la sortie des élèves de l'École).
Parmi diverses missions qu'il remplit pendant les seize ans du gouvernement de la branche aînée des Bourbons, on doit remarquer surtout l'inspection de 1827 dans le département du Rhône, pour aviser au moyen de sauver la contrée des crues du fleuve. Il ne réussit pas mieux pourtant que ses prédécesseurs à en rendre le retour impossible, ou plutôt il n'y voit de remèdes que moyennant des dépenses si fortes que le département, le gouvernement et les villes y renoncent.
Peu de temps après son retour, Prony est créé baron, le 25 juin 1828. Le gouvernement de juillet le nomme en 1835 pair de France. Quoique la sphère d'activité de Prony au Luxembourg dût être fort restreinte, c'est lui qui fut, en 1837, le rapporteur de la commission chargée de l'examen du projet de loi relatif à la reconstruction de sept ponts. Au commencement de 1839 sa santé donne de graves inquiétudes, quoiqu'il prenne part jusqu'à la fin aux délibérations du conseil des ponts et chaussées.
Il demeurait en dernier lieu à l'hôtel de Carnavalet, où se trouvait alors l'École royale des ponts et chaussées. C'est là qu'il combina ses dernières équations, et qu'il a composé plusieurs articles de la Biographie Universelle reprise plus tard par Louis-Gabriel Michaud. Il mourut le 29 juillet 1839. Trois discours furent prononcés à ses obsèques le 3 août par François Arago, Fontaine et Tarbé de Vauxclairs. Il est inhumé à Paris au cimetière du Père-Lachaise, 8e division,. Prony était, depuis 1833, membre du bureau des longitudes en qualité de géomètre et commandeur de la Légion d'honneur.

## Œuvres
Gaspard de Prony faisait partie aussi de la plupart des grandes académies d'Europe, et s'intéressa à beaucoup de domaines scientifiques.
Il développa également un mécanisme de mesure du couple d'un moteur — pour la machine à vapeur — appelé frein de Prony, qui fut utilisé lors d'un essai à Paris au Gros-Caillou pour une machine de type Woolf installée par Humphrey Edwards et destinée à fournir de l'eau à la partie ouest des quartiers de la rive gauche.
Il a donné en 1832, peut-être influencé par sa femme, un traité sur les intervalles musicaux. Ayant travaillé à la décimalisation des angles, il suggérait de mesurer aussi les intervalles musicaux par une unité décimale qui corresponde à des intervalles bien connus des musiciens, soit l'octave, comme l'avait indiqué Leonhard Euler, soit le demi-ton de la gamme au tempérament égal, suivant la préconisation de Lambert. Il publiait dans l'ouvrage des tables de logarithme en base deux, qui permettent de passer du rapport des fréquences des notes à un intervalle exprimé en octaves, et à l'intervalle exprimé en demi-tons décimaux. Ce travail n'avait pas eu de postérité — Pierre Larousse ne le mentionne pas dans son Grand Dictionnaire universel du XIXe siècle. Alexander John Ellis l'a repris à la fin du XIXe siècle pour proposer le demi-ton décimal, dont la centième partie s'emploie désormais sous le nom de cent, remarquant que les décimales au-delà du centième de demi-ton sont inutiles.
Il écrivit quantité d'ouvrages, quoique de fort inégale importance :
1. Exposition d’une méthode pour construire les équations déterminées qui se rapportent aux sections coniques, à l'usage des ponts et chaussées, Paris, 1790, gr. in-4°, 2 vol. ;
2. « Cours d'analyse appliquée à la mécanique », Journal polytechnique ou Bulletin du travail fait à l'École centrale des travaux publics, t. cahier 1,‎ 1794, p. 92-119 (lire en ligne)
3. Nouvelle méthode trigonométrique, Paris, 1823, in-4°. La méthode qu'expose ici Prony et qui lui était propre (il l'avait imaginée en Italie dans le temps où il s'occupait des marais Pontins) avait un double but, d'une part d'obtenir une précision plus satisfaisante, de l'autre de se garantir de l'influence d'une atmosphère empoisonnée. Ce mémoire se lie donc à sa grande Description hydrographique et historique des marais Pontins, où déjà il avait présenté un aperçu de sa méthode, mais ici l'exposition est plus développée ;
4. Mémoire sur le calcul des longitudes et des latitudes, Paris, 1806, in-4° ;
5. Rapport sur les expériences faites avec un instrument français et un instrument anglais, pour déterminer le rapport du mètre et du pied anglais, et pour comparer entre eux les étalons originaux des mesures appartenant à l'Institut national de France (le 15 nivôse an X, 1802), in-4° ;
6. Analyse du système du monde de Laplace, Paris, 1801. Ce résumé se recommande par une heureuse disposition et par une grande netteté. Il est à la portée des gens du monde qui savent un peu de géométrie, ou qui du moins ont assez d'instinct mathématique pour suivre des conceptions déjà un peu au-dessus du très-facile, mais peu compliquées encore pourtant et clairement présentées ;
7. Mécanique philosophique, ou analyse des diverses parties de la science de l'équilibre et du mouvement, Paris, an VIII (1800), in-4°. Bien que ce traité ne soit qu'un morceau tiré à part du Journal de l'école polytechnique, nous le classons ici, tant à cause de son importance que de sa dimension. L'auteur pourtant ne l'a point achevé ; l'ouvrage entier devait se composer de cinq parties et d'un tableau synoptique de toutes les parties de la mécanique. Seules les trois premières parties sont comprises dans la publication de l'an VIII. Il se recommande surtout par une grande clarté, par de bons tableaux synoptiques, par la méthode ;
8. Leçons de mécanique analytique données à l'école royale polytechnique, Paris, 1815, 2 vol. (ou deux parties), in-4°. C'est encore un ouvrage inachevé. Deux parties seulement, la statique et la dynamique, s'y trouvent traitées ; il manque encore l'hydrostatique et l'hydrodynamique, que Prony avait promises et auxquelles même il devait joindre des applications, ce qui eût donné lieu à une cinquième partie ;
9. Analyse raisonnée du cours de mécanique de M. Prony, Paris, an IX (1801), in-4°. Cette récapitulation, moins importante sans doute que les ouvrages qui précèdent, a ceci de précieux qu'elle embrasse l'ensemble et qu'elle trace le tableau entier de la science ;
10. Sommaire des lois sur le mouvement des corps solides, l'équilibre et le mouvement des fluides, donnés à l'école polytechnique en 1809, Paris, 1809, in-4° ;
11. Résumé de la théorie des formules fondamentales relatives au mouvement de l'eau dans les tuyaux et les canaux, Paris, 1825, in-4°, 5 tableaux. Cet excellent morceau présente réunis tous les résultats des meilleures expériences faites dans toute l'Europe sur ce sujet ;
12. Rapport sur le mémoire de Ducros sur les quantités d'eau qu'exigent les canaux de navigation, Paris, an IX (1801), in-8°. 15°) Recherches physico-mathématiques sur la théorie des eaux courantes, Paris, an XII (1804), in-4°. Bien que de dimensions moins volumineuses que quelques-unes des précédentes publications, les Recherches physico-mathématiques sont un des beaux titres de Prony. Il y a là beaucoup de recherches, d'expériences, de solutions, de formules qui lui sont propres, et l'on peut dire sans exagération qu'il a contribué à enrichir, à former la théorie des eaux courantes.

Prony est l'auteur d'une partie du second volume consacré aux Forêts et bois par l'Encyclopédie méthodique.

## Hommages
- Son nom est inscrit sur la tour Eiffel. Une rue, la rue de Prony, porte son nom dans le 17e arrondissement de Paris et également au Havre dans le quartier des Docks. La rue « Gaspar-Prony » à Hussien-Dey (Alger) a conservé son nom.
- Le lycée professionnel de Prony d’Asnières-sur-Seine, situé rue de Bretagne, porte ce nom en son honneur[9].
- Comme celle de Chamelet, l'école d'Oingt, dans le Beaujolais, porte son nom depuis le 6 novembre 2010, jour de son inauguration : « École Gaspard-Riche-de-Prony ».
- Édouard Hospitalier a proposé[Quand ?] d'appeler prony l'unité de puissance que Riche de Prony avait définie[réf. nécessaire], celle nécessaire pour élever d'un mètre un poids de un kilogramme en une seconde[10]. Le même nom a été indiqué pour une unité décimale d'intervalle musical, valant un demi-ton au tempérament égal.